# 阿列克谢·尼古拉耶维奇·列昂季耶夫
阿列克谢·尼古拉耶维奇·列昂季耶夫（1903年—1979年），苏联马克思主义发展心理学家，教育学家。莫斯科国立大学教授。哈尔科夫心理学派的领导者。活动理论的创始人。

## 生平
1903年生于莫斯科。1924年毕业于莫斯科大学社会科学学院，1925年开始在維谷斯基教授的指导下深入研究心理学，1931年出版《记忆的发展》。从1931年底开始，先后在哈尔科夫心理学研究所，哈尔科夫师范学院从事教育和科研活动。1941年开始在莫斯科大学执教。同年6月苏德战争爆发，莫斯科大学被迫迁至阿什哈巴德，然后迁至斯维尔德洛夫斯克。1947年当选俄罗斯教育科学院通讯院士。1948年加入联共（布）。1951年起，历任莫斯科大学哲学院心理学系主任，普通心理学教研室主任。1966年领导成立独立于哲学院的心理学院，成为首任院长。1968年入选苏联教育科学院院士。1957年至1967年任国际心理科学联合会副主席。1973年当选匈牙利科学院名誉院士。1975年出版《活动、意识、个性》，获列宁奖。1979年在莫斯科去世。

## 理论
列昂季耶夫提出了言语活动的理论，他力图在其理论体系中反映社会和个人的辩证关系，揭示言语活动的社会本质和社会制约性，并将说话和听话过程作为人类活动全部体系中的一个有机组成部分来加以描述。

## 著作
《记忆的发展》（1931年）、《心理发展问题》（1959年）、《活动、意识、个性》（1975年）等。

## 家庭
他的儿子、孙子都是心理学家。
- 阿列克谢·阿列克谢耶维奇·列昂季耶夫
- 德米特里·阿列克谢耶维奇·列昂季耶夫